# Tillandsia seleriana
Tillandsia seleriana är en gräsväxtart som beskrevs av Carl Christian Mez. Tillandsia seleriana ingår i släktet Tillandsia och familjen Bromeliaceae. Inga underarter finns listade i Catalogue of Life.

## Bildgalleri

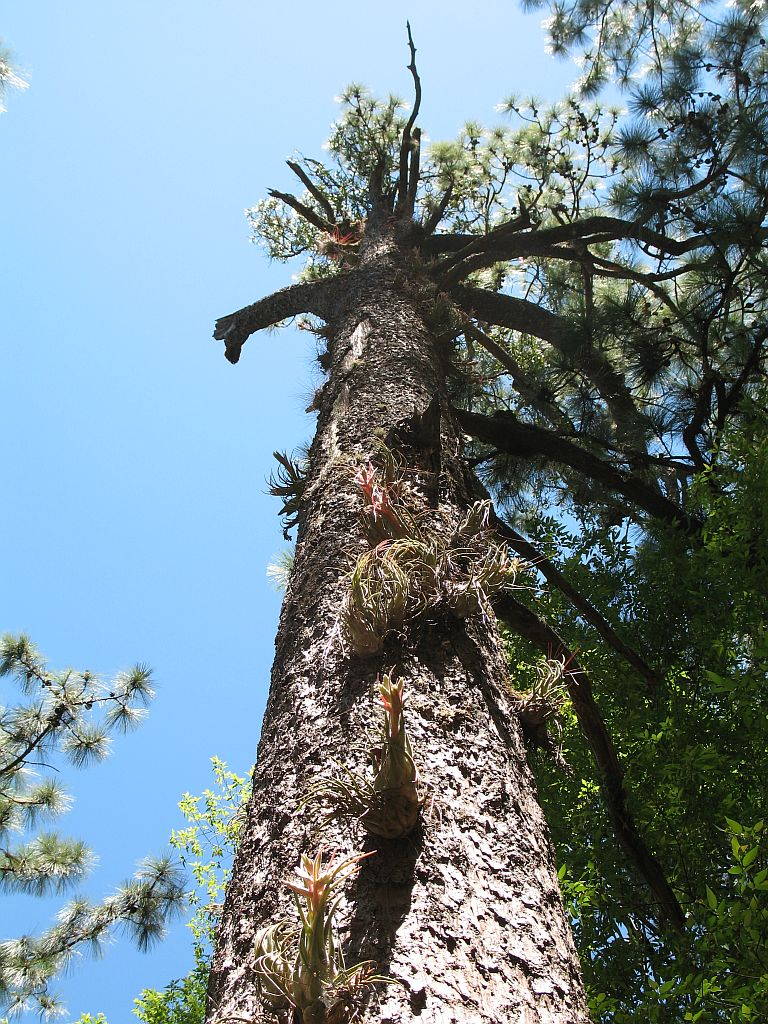
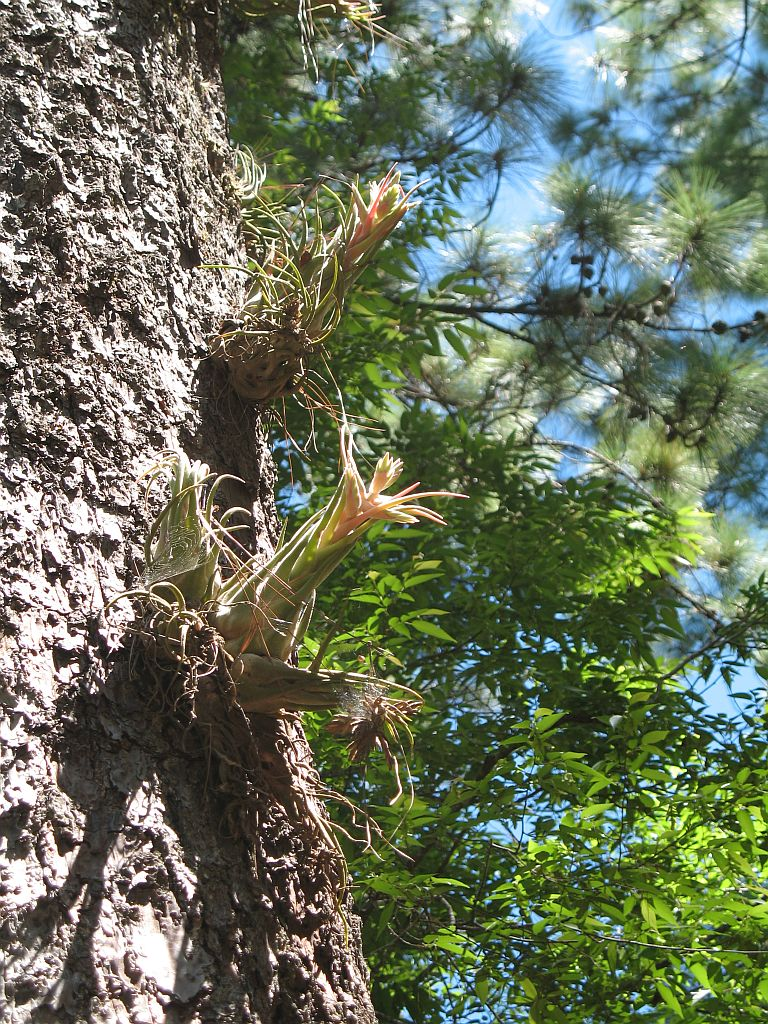